# Carlos Vieira
Carlos Vieira (Lisbona, 7 ottobre 1970) è un attore portoghese.

## Biografia
Si è formato nella scuola superiore di teatro e del cinema di Lisbona. Come attore ha fatto tirocinio presso il Teatro Nazionale D. Maria II. Ha studiato anche presso l'Université Jean Monnet Saint-Étienne. In Italia è conosciuto soprattutto per la telenovela Legàmi, in cui interpreta il personaggio Ricardo Carvalhais.

## Filmografia parziale

### Cinema
- La regina Margot (La reine Margot), regia di Patrice Chéreau (1994)
- Capitani d'aprile (Capitães de Abril), regia di Maria de Medeiros (2000)
- Antes Que o Tempo Mude, regia di Luís Fonseca (2003)
- Maria E as Outras, regia di José de Sá Caetano (2004)
- Amália, regia di Carlos Coelho da Silva (2008)

### Televisione
- Aniversário, regia di Mário Barroso (2000)

### Serie TV
- Médico de Família – serie TV, 8 episodi (1998-1999)
- Diário de Maria – serie TV, 35 episodi (1998-1999)
- A Lenda da Garça – serie TV, 150 episodi (1999-2000)
- Querido Professor – serie TV, 40 episodi (2000-2001)
- Ganância – serie TV, 150 episodi (2001)
- Fúria de Viver – serie TV, 150 episodi (2002)
- O Jogo (2003)
- Morangos com Açúcar – serie TV, 580 episodi (2003-2005)
- Mundo Meu – serie TV, 205 episodi (2005-2006)
- Paixões Proibidas – serie TV, 22 episodi (2006)
- Vingança – serie TV, 32 episodi (2007)
- Resistirei – serie TV, episodi 1x52 (2008)
- Casos da Vida – serie TV, episodi 1x23 (2008)
- Chiquititas – serie TV, 126 episodi (2007-2008)
- Olhos nos Olhos – serie TV, 174 episodi (2008-2009)
- Dias Felizes – serie TV, 6 episodi (2010)
- Legàmi (Laços de Sangue) – serie TV, 287 episodi (2010-2011)
- Jardins Proibidos – serie TV, 50 episodi (2015)
- A Única Mulher – serie TV, 70 episodi (2016)

## Doppiatori italiani
- Emanuele Ruzza in Legàmi